# Vícenice u Náměště nad Oslavou
Vícenice u Náměště nad Oslavou (en allemand : Witzenitzen) est une commune du district de Třebíč, dans la région de Vysočina, en République tchèque. Sa population s'élevait à 437 habitants en 2024.

## Géographie
Vícenice u Náměště nad Oslavou se trouve à 2,5 km à l'ouest-sud-ouest de Náměšť nad Oslavou, à 18 km à l'est de Třebíč, à 44,5 km au sud-ouest de Jihlava et à 157 km au sud-est de Prague.
La commune est limitée par Ocmanice au nord, par Náměšť nad Oslavou à l'est et au sud-est, par Sedlec au sud et par Hartvíkovice et Okarec à l'ouest.

## Histoire
La première mention écrite de la localité date de 1376.

## Transports
Par la route, Vícenice u Náměště nad Oslavou se trouve à 4,5 km de Náměšť nad Oslavou, à 19 km de Třebíč, à 52,5 km de Jihlava et à 183 km de Prague.